# میجورویل (میسوری)
میجورویل (به انگلیسی: Majorville) یک منطقهٔ مسکونی در ایالات متحده آمریکا است که در شهرستان بنتون، میزوری واقع شده است. میجورویل ۲۷۶٫۱۵ متر بالاتر از سطح دریا قرار دارد.